# 福寿院 (柏市)
福寿院（ふくじゅいん）は、千葉県柏市にある真言宗豊山派系の単立寺院。

## 歴史
創建年代は不明である。ただ一説によれば、1681年（天和元年）に開山されたという。しかし本尊の十一面観音が室町時代のものであることから、天和開山説は真言宗豊山派に転宗した年の可能性がある。現在は真言宗豊山派から離脱し単立寺院となっている。
高柳香取神社の旧別当寺である。当院は特定の檀家を持たず、高柳香取神社の氏子によって維持されてきた。近くの善龍寺は檀家制であり、かつての高柳村の村民は「檀家としては善龍寺、氏子としては高柳香取神社（福寿院）」と割り切って、両者とも共存させてきた。
昭和中期まで、当院周辺の農家では馬が飼育されており、毎年1月2日に馬を連れてきてお祓いを受けるのが習わしであった。

## 文化財
- 福寿院観音堂（柏市指定有形文化財）[2]

## 交通アクセス
- 高柳駅より徒歩17分。